# 闍那崛多
闍那崛多（じゃなくった、梵: Jñānagupta、ジュニャーナグプタ、523年 - 600年?）は、北インドのガンダーラ出身の訳経僧である。中国の北周から隋の時代に来朝して仏典を漢訳した。

## 生涯
『続高僧伝』、『歴代三宝紀』、『開元釈教録』などにその伝記が残る。
北インド・ガンダーラ国のプルシャプラにクシャトリヤ身分として生まれる。父親は宰相の位にあったという。若くして発心して出家し、闍那耶舎、闍若那跋達囉に師事した。後に仏法を広める志を結んだ師弟はガンダーラを出国し、迦臂施国（カピサ）、嚈噠国（エフタル）、于闐（ホータン）、吐谷渾を経て中国の鄯州に入った。
北周の武成年間（559年〜560年）に初めて長安に入り、はじめ草堂寺に留まったが、ほどなく四天王寺に移り、朝廷の庇護のもと訳経に従事した。後に任じられて益州の龍淵寺に住した。
建徳3年（574年）の武帝による廃仏の際には還俗と受爵を迫られたが儒教の礼に従うことを拒み、追放されて甘州を経て突厥に入国した。ほどなくして闍那耶舎、闍若那跋達囉の両師が没した。北斉の武平6年（575年）、10人の僧とともに西域へ取経の旅に赴き、7年後、260巻のサンスクリット語仏典を得て突厥に帰国した。
時あたかも中国では隋が興り、文帝によって再び仏教が保護されるようになっていた。開皇4年（584年）に文帝に請われて再び来朝し、開皇5年（585年）以降は、文帝が建立した長安の大興善寺で訳経を続けた。『仏本行集経』など37部176巻の仏典を漢訳したとされる。

## 『法華経』の増補
『法華経』はすでに竺法護や鳩摩羅什によって漢訳されており、鳩摩羅什訳『妙法蓮華経』が古来広く用いられているが、当初は鳩摩羅什訳は全27品であった。闍那崛多訳によって「提婆達多品」が付け加えられ、現在の全28品構成となった。闍那崛多訳が『添品妙法蓮華経』と呼ばれるのはこのためである。ただし、闍那崛多訳では「提婆達多品」という独立の章を立てずに「見宝塔品」の後半に編入される形をとっている。また、同様に「観世音菩薩普門品」の偈頌も当初は鳩摩羅什訳にはなかったが、闍那崛多によって訳出されたものが鳩摩羅什訳に移入されている。ただし、慧思が『法華経』の対校を行った際に、真諦訳によって「提婆達多品」が付け加えられたとする異説もある。

## 訳出経典
数字は『大正新脩大蔵経』における経典番号。
- 『起世経』(24)
- 『仏本行集経』(190)
- 『添品妙法蓮華経』(264)
- 『仏華厳入如来徳智不思議境界経』(303)
- 『護国菩薩経』(0310(18))
- 『移識経』(310(39))
- 『発覚浄心経』(327)
- 『入法界体性経』(355)
- 『四童子三昧経』(379)
- 『虚空孕菩薩経』(408)
- 『大方等大集経賢護分』(416)
- 『大集譬喩王経』(422)
- 『八仏名號経』(431)
- 『五千五百仏名神呪除障滅罪経』(443)
- 『文殊尸利行経』(471)
- 『善思童子経』(479)
- 『月上女経』(480)
- 『無所有菩薩経』(485)
- 『商主天子所問経』(591)
- 『観察諸法行経』(649)
- 『諸法本無経』(651)
- 『希有校量功徳経』(690)
- 『諸法最上王経』(824)
- 『大威燈光仙人問疑経』(834)
- 『出生菩提心経』(837)
- 『一向出生菩薩経』(1017)
- 『不空羂索咒経』(1093)
- 『如来方便善巧咒経』(1334)
- 『種種雜咒経』(1337)
- 『大法炬陀羅尼経』(1340)
- 『大威徳陀羅尼経』(1341)
- 『金剛場陀羅尼経』(1345)
- 『十二仏名神咒校量功徳除障滅罪経』(1348)
- 『東方最勝燈王陀羅尼経』(1353)
- 『東方最勝燈王如来経』(1354)
- 『大乗三聚懺悔経』(1493)
- 『善恭敬経』(1495)